# Jimmie Johnson
Jimmie Kenneth Johnson (født 17. september 1975), med tilnavnet "Superman" fra kollega føreren Mark Martin, er en amerikansk stock car racer fra El Cajon, Californien. Johnson startede sin NASCAR karriere i 1996 og i øjeblikket kører de 48 Lowe's / Kobalt Tools Chevrolet Impala co-ejet af Rick Hendrick og hans holdkammerat Jeff Gordon, der drives af Hendrick Motorsports. Johnson er en fire-tiden NASCAR Sprint Cup Series mester, og i 2009 blev han den eneste føreren til at vinde fire på hinanden følgende Sprint Cup Series Championships. Han er i 2009 Sportsmand of the Year af Associated Press, 2009 NASCAR Sprint Cup Series føreren af året, samt at blive betragtet som 2000's "Driver af dette årti."